# 굽타기원

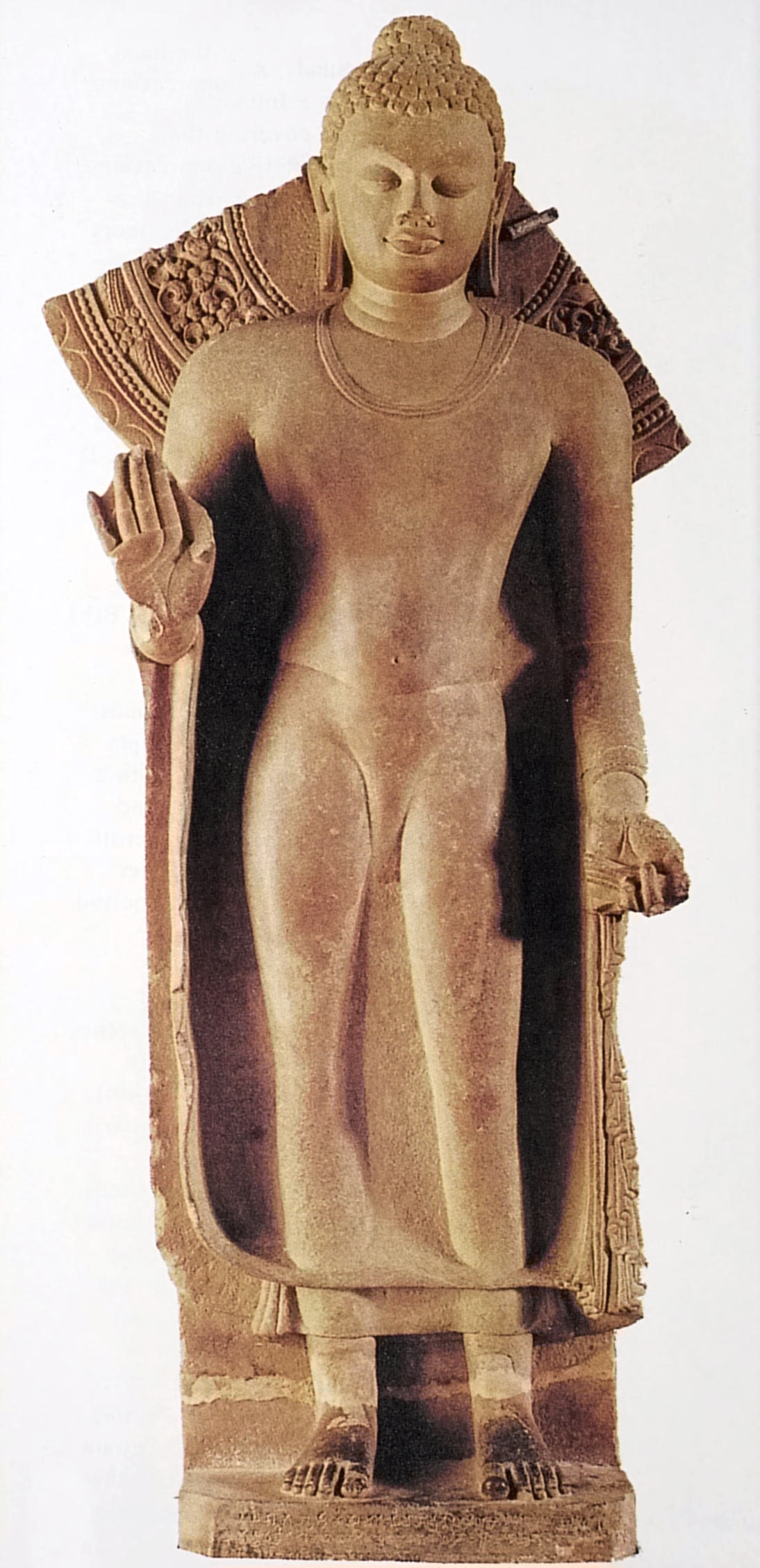
쿠마라굽타 2세 재위 중 굽타기 154년(서기 474년)에 아바야미라가 기증했다고 새겨진 서 있는 불상. 굽타 미술. 사르나트 박물관.

굽타기원은 서기  318c.~319년부터 시작하는 역사적인 기년법이다. 이 기년법은 굽타 제국의 황제들과 그들의 가신들, 그리고 오늘날의 북인도와 네팔에 있는 후계자들이 사용했다. 서인도의 사우라슈트라 지역에서 사용된 발라비기원(또는 발라비 시대)과 동일하지만, 지역적 차이로 인해 발라비 기원년을 공통 기원으로 환산하는 방식에 약간의 차이가 있다.

## 역사
굽타기원은 과거에 그 기원에 대한 여러 논쟁이 있었지만, 현재는 굽타 왕들에 의해 시작된 것으로 여겨진다. 굽타를 "사악하다"고 묘사한 11세기 페르시아 작가 비루니는 굽타기원이 굽타 왕조의 종말을 나타낸다고 언급했다. 그는 굽타기원을 샤카기원의 241년, 즉 서기 318~319년으로 연대를 정했는데, 이는 나중에 19세기 역사가들 사이에서 기원의 논쟁을 불러일으켰다. 그의 진술은 굽타 기원이 그 시점에 시작되는 것이 아니라 약 319년에 끝났다는 것을 의미하기 때문이었다.
존 페이스풀 플리트는 굽타 비문을 분석하여 특정 기년법으로 연대가 매겨졌다는 것을 알아냈다. 그는 이 기년법이 리차비 왕조(굽타의 친척)의 자야데바 왕에 의해 창설되었고, 나중에 굽타에 의해 채택되었다고 믿었다.
나중에 발견된 자료와 분석에 따르면 이 기년법은 실제로 굽타에 의해 창설되었으며 그들의 이름을 따서 명명되었다. 예를 들면 다음과 같다.
- 찬드라굽타 2세가 발행한 마투라 석주 비문은 "굽타기원후"(Gupta-kālā nuvartamāna) 61년으로 연대가 매겨져 있다.[4]
- 쿠마라굽타와 부다굽타의 사르나트 비문 또한 굽타기원을 언급한다.[3]
- 스칸다굽타의 주나가드 바위 비문은 Gupta-prakāle 또는 Guptasya-kāle라는 문구를 언급한다.[4]
- 샤샹카 재위 시기의 간잠 동판 비문은 굽타기 300년(Gauptabda varsha-shatatraye)으로 연대가 매겨져 있다.[5]

### 기년법의 창시자

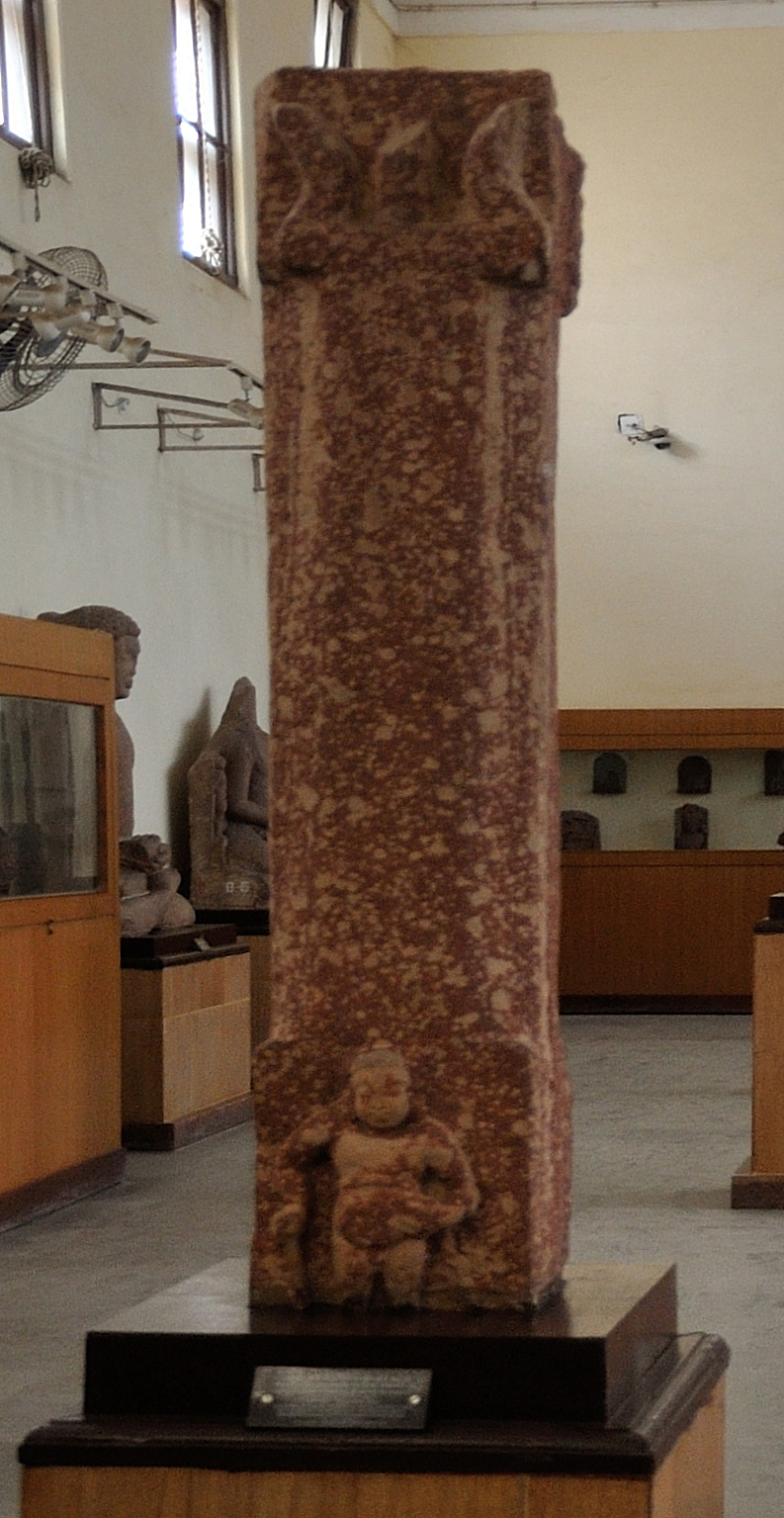
찬드라굽타 2세의 이름으로 된 "굽타기원후 61년"의 기둥. 마투라 박물관.

이 기년법의 기원에 대한 가장 일반적인 이론은 찬드라굽타 1세가 그 기년법을 세웠다고 본다. 그는 황제 칭호인 마하라자디라자를 채택한 최초의 굽타 왕이었으므로, 여러 현대 학자들은 그가 서기 319년경 이 기년법을 세웠고, 이 기년법의 기원이 그의 즉위년을 기념한다고 이론화한다. V. A. 스미스와 P. L. 굽타와 같은 학자들은 찬드라굽타의 즉위(따라서 이 시대의 기원)를 서기 319-320년으로 보며, 반면 게오르그 뷜러와 같은 다른 학자들은 서기 318-319년으로 본다.
D. C. 시르카르와 R. C. 마줌다르와 같은 일부 역사가들은 굽타기원이 찬드라굽타 1세의 아들인 사무드라굽타의 즉위를 기념한다고 이론화했다. 마줌다르는 자신의 주장을 뒷받침하기 위해 5년(날란다에서 발견)과 9년(가야에서 발견)으로 날짜가 기입된 두 개의 동판 부여 비문을 인용한다. 이 비문들이 (다른 굽타 비문들처럼) 굽타 시대에 날짜가 매겨졌다고 가정하면, 사무드라굽타가 굽타기 5년 또는 그 이전에 제위에 올랐다는 것을 의미한다. 만약 찬드라굽타 1세가 그의 즉위를 기념하기 위해 이 시대를 세웠다고 가정한다면, 그가 5년 또는 그 이하로 통치했다고 가정해야 한다. 마줌다르는 찬드라굽타 1세가 그의 황제 칭호에서 알 수 있듯이 유능한 군주였음을 고려할 때 이는 매우 가능성이 낮다고 주장한다. 다른 일부 학자들은 이 비문들을 나중에 위조된 것으로 보지만, 마줌다르는 적어도 첫 번째 비문은 진품이며, 이 비문들이 나중에 위조되었더라도 아마도 더 오래된 비문에서 복사되었을 것이라고 믿는다. S. R. 고얄은 이 시대가 후기 왕인 찬드라굽타 2세에 의해 시작되었지만, 그 시작은 사무드라굽타의 즉위로 날짜가 매겨졌다고 이론화한다.
일부 다른 이론들은 이 시대의 기원을 서기 3세기 또는 그 이전으로 거슬러 올라가지만, 이 견해는 현재 신뢰를 잃었다. 7세기 샤샹카 비문은 굽타기 300년으로 날짜가 매겨져 있으며, 굽타기원이 4세기에 시작되었음을 증명한다.

## 사용
굽타기원은 북인도, 서인도, 그리고 동인도의 일부 지역에서 서기 6세기 굽타 왕조가 끝날 때까지 사용되었다.
굽타 통치자들 외에도 굽타기원은 그들의 가신들과 후계자들에 의해서도 사용되었는데, 다음과 같다.
- 발라비의 마이트라카 왕조: 이로 인해 마이트라카가 통치하는 지역에서는 이 시대를 "발라비" 시대라고 불렀다.[13][12]
- 샤샹카[5]
- 중앙인도 파리브라자카 왕조[14]
- 중앙인도 웃차칼파 왕조[14]

최근 연구에 따르면 굽타기원이 미얀마의 퓨 주에서도 사용되었을 수 있다고 한다. 그러나 주류 학계는 보정된 달력이 스리 크세트라에서 시작되어 나중에 신흥 소국인 파간에 의해 채택되었다고 본다.

## 공통 기원으로의 변환
존 페이스풀 플리트의 계산에 따르면, 굽타기원은 차이트라 월의 슈클라 팍샤(밝은 반달) 첫째 날에 시작되었다. 지역적 관습에 따라 굽타 시대 연도를 공통 기원(CE) 연도로 변환하는 과정은 다르다.
- 굽타기에 연대가 매겨진 초기 비문들은 북인도에 널리 퍼져 있던 방식을 따랐다: 연도의 첫 달은 차이트라(차이트라디), 그리고 달은 보름달 날(푸르니만타)부터 시작한다.
  - 이 비문들에 언급된 연도는 일반적으로 발행 당시의 현재 연도이다. 따라서 이 비문들의 날짜는 320 또는 321을 더하여 CE로 변환할 수 있다.
  - 날짜에 언급된 연도가 만료된 연도(즉, 발행 당시의 이전 연도)라면, 날짜는 319 또는 320을 더하여 CE로 변환할 수 있다.
- 마이트라카 영토("발라비 시대")의 후기 비문들은 남인도와 서인도에 널리 퍼져 있던 방식을 따른다: 연도의 첫 달은 카르티카(카르티카디), 그리고 달은 초승달 날(아만타)부터 시작한다. 이 때문에 날짜는 5개월 뒤로 설정된다.
  - 현재 연도를 언급하는 비문들의 경우, 날짜는 319 또는 320을 더하여 CE로 변환할 수 있다.
  - 만료된 연도를 언급하는 비문들의 경우, 날짜는 318 또는 319를 더하여 CE로 변환할 수 있다.

### 설명주
1. ↑  (Aung-Thwin 2005: 334–335): 더 많은 연구가 필요하다. 1993년에 발견된 퓨 석비문은 퓨 주가 굽타기원을 사용했을 수도 있음을 나타낸다.

### 참조주
1. ↑  “Collections-Virtual Museum of Images and Sounds”. 《vmis.in》. American Institute of Indian Studies.
2. ↑  Ashvini Agrawal 1989, 99–100쪽.
3. 1 2  Ashvini Agrawal 1989, 98–99쪽.
4. 1 2 3 4  Ashvini Agrawal 1989, 98쪽.
5. 1 2  Ashvini Agrawal 1989, 99쪽.
6. ↑  “Collections-Virtual Museum of Images and Sounds”. 《vmis.in》. American Institute of Indian Studies.
7. 1 2  Ashvini Agrawal 1989, 100–101쪽.
8. 1 2  R. C. Majumdar 1981, 15쪽.
9. ↑  Tej Ram Sharma 1989, 50–51쪽.
10. ↑  R. C. Majumdar 1981, 15–16쪽.
11. ↑  Ashvini Agrawal 1989, 101쪽.
12. 1 2  Richard Salomon 1998, 186쪽.
13. ↑  D. C. Sircar 1965, 285쪽.
14. 1 2  Om Prakash Misra 2003, 8쪽.
15. ↑  Hall 1960: 8
16. ↑  Aung-Thwin 2005: 35
17. ↑  Richard Salomon 1998, 186–187쪽.

### 참고 문헌
- Ashvini Agrawal (1989). 《Rise and Fall of the Imperial Guptas》. Motilal Banarsidass. ISBN 978-81-208-0592-7.
- D. C. Sircar (1965). 《Indian Epigraphy》. Motilal Banarsidass. ISBN 978-81-208-1166-9.
- Om Prakash Misra (2003). 《Archaeological Excavations in Central India: Madhya Pradesh and Chhattisgarh》. Mittal Publications. ISBN 978-81-7099-874-7.
- R. C. Majumdar (1981). 《A Comprehensive History of India》. 3, Part I: A.D. 300-985. Indian History Congress / People's Publishing House. OCLC 34008529.
- Richard Salomon (1998). 《Indian Epigraphy》. Oxford University Press. ISBN 978-0-19-509984-3.
- Tej Ram Sharma (1989). 《A Political History of the Imperial Guptas: From Gupta to Skandagupta》. Concept. ISBN 978-81-7022-251-4.